# Vrgudinac
Vrgudinac (cyr. Вргудинац) – wieś w Serbii, w okręgu pirockim, w gminie Bela Palanka. W 2011 roku liczyła 96 mieszkańców.